# Beška (Inđija, Srbija)
Beška (nje. Beschka) je selo u Srijemu.

## Upravna podjela
Beška pripada općini Inđija.

## Stanovništvo
Za vrijeme kolonizacije Vojvodine nakon 1945. su u Vojvodinu naseljavani i Hrvati. U Bešku je naseljen nešto manji broj Hrvata, uglavnom iz Gorskog kotara i Bosne i Hercegovine.
Prije srpske agresije na Hrvatsku, u Bešci je živjelo 23,5% Hrvata. U razdoblju od 26. do 30. listopada 1992. godine, rimokatoličku župu Beška je zbog nasilja i pritisaka velikosrpskih ekstremista napustilo 850 osoba, mahom Hrvata.
2002. je na popisu stanovništva bilo:
- Srba	      4.766 	76,39%
- Hrvata        506 	8,11%
- Jugoslavena   208 	3,33%
- Mađara        137 	2,19%
- Roma           89 	1,42%
- Ukrajinaca     21 	0,33%
- Čeha           19 	0,30%
- ostalih

## Poznati stanovnici
- Zvonko Dragić, hrvatski pjesnik, rođen u Beški
- Danica Jovanović, akademska slikarica
- Miro Stefanović, karikaturist
- Borislav Vasić, publicist
- Duško Lupurović, književnik
- Nenad Bogdanović, gradonačelnik Beograda

## Knjige
- Antun Dević: Župe Beška i Maradik[4]

## Vanjske poveznice
- (engl.) Peter Lang: "Village of Beschka" Beška od 1860. do 1944. s gledišta Podunavskog Švabe